# 芬蘭自由港
芬蘭自由港（芬蘭語：Suomen Vapaasatama）於1960年成立。自由港提供各家公司庫存的服務，並且支撐芬蘭的對外貿易。因為擁有良好的服務以及具有優勢的位置，該自由港亦供應進口汽車到芬蘭。芬蘭自由港現已成為汽車的物流中心，每年透過該港口運輸超過500,000輛車到其它除了芬蘭以外的國家。在自由港區有與物流相關行業的專業人士，還有專門徵收汽車稅的漢科海關。

## 外部連結
- 芬蘭自由港官方网站 （页面存档备份，存于） （文） （瑞典文） （英文）